# Тара Уестовър
Тара Уестовър (на английски: Tara Westover) е американска писателка и историчка.

## Биография
Родена е на 27 септември 1986 година в Клифтън, Айдахо, в семейство на радикални последователи на Църквата на Исус Христос на светиите от последните дни, които отказват да използват публичното здравеопазване и образование. Въпреки липсата на формално средно образование, през 2008 година завършва Университета „Бригъм Йънг“, а през 2014 година защитава докторат по история в Кеймбриджкия университет. Придобива широка известност с мемоарната си книга „Образована“ („Educated“, 2018).

## Произведения
- Educated (2018) – мемоари
Образована, изд. „Ентусиаст“ (2020), прев. Илияна Бенова – Бени[3]